# John Geoghan
John J. Geoghan, född 4 juni 1935 i Saugus, Massachusetts, död 23 augusti 2003 i Lancaster, Massachusetts, var en amerikansk romersk-katolsk präst som under tre decennier antastade och våldtog omkring 150 pojkar i Bostons romersk-katolska ärkebiskopsdöme.
John Geoghan föddes i en irländsk katolsk familj. Han studerade vid Cardinal O'Connell Seminary och prästvigdes 1962. Han placerades först i Blessed Sacrament Parish i Saugus, Massachusetts. En av prästerna i församlingen, Anthony Benzevich, underrättade de kyrkliga myndigheterna, att han hade sett Geoghan ta med pojkar till sitt sovrum.
Geoghan blev förflyttad till olika församlingar inom Bostons stift, även efter att ha genomgått behandling mot pedofili, med ärkebiskopens, kardinal Bernard Laws, goda minne. I slutet av 1990-talet och början av 2000-talet avslöjades dessa skandaler och Law tvingades att avgå. Geoghan dömdes för sexuella övergrepp, avkragades och dömdes 2002 till nio till tio års fängelse i Souza-Baranowski Correctional Center, ett högsäkerhetsfängelse. Året därpå mördades Geoghan i sin cell av internen Joseph Druce (född 1965), som redan avtjänade ett livstidsstraff utan möjlighet till frigivning.